# 東京科學大學醫院
東京科學大學醫院（日语：／）是日本東京都文京區的教學醫院，隸屬於國立大學法人東京科學大學。2024年10月因大學合併，由「東京醫科齒科大學醫學部附屬醫院」改為現名。
本醫院是東京都內唯一結合醫科與牙科臨床研究的國立大學醫院，擅長難治疾病（廣義的難治疾病，尤其是惡性腫瘤、難治性神經疾病、心臟疾病、自體免疫性疾病、過敏、遺傳性疾病、生活型態疾病等）的診斷與治療，並致力於新療法的研究與開發。
其急診部門（救命救急中心）在2009年起連續六年拿下全國評鑑第一。

## 診療科

### 內科系診療部門
- 血液内科
- 膠原病·類風濕內科
- 糖尿病·內分泌·代謝內科
- 腎臓內科
- 綜合診療科
- 消化內科
- 心血管內科
- 呼吸內科
- 緩和照護科
- 基因診療科
- 長壽·健康醫療推進科
- 癌症基因組診療科

### 外科系診療部門
- 食道外科
- 胃外科
- 大腸·肛門外科
- 消化道化學療法外科
- 乳腺外科
- 小兒外科
- 末梢血管外科
- 肝膽胰外科
- 呼吸外科
- 頭頸部外科
- 救急科（救命救急中心（日语：救命救急センター））
- 泌尿科
- 病理診斷科
- 心臓血管外科

### 感覺、皮膚、運動機能診療部門
- 眼科
- 耳鼻咽喉科
- 皮膚科
- 整形外科·美容外科
- 骨科
- 復健科

### 小兒、周產、女性診療部門
- 小兒科
- 周產·女性診療科

### 腦、神經、精神診療部門
- 腦神經外科
- 神經內科
- 血管內治療科
- 精神科
- 心身醫療科
- 麻醉·復甦·疼痛治療科

### 放射線診療部門

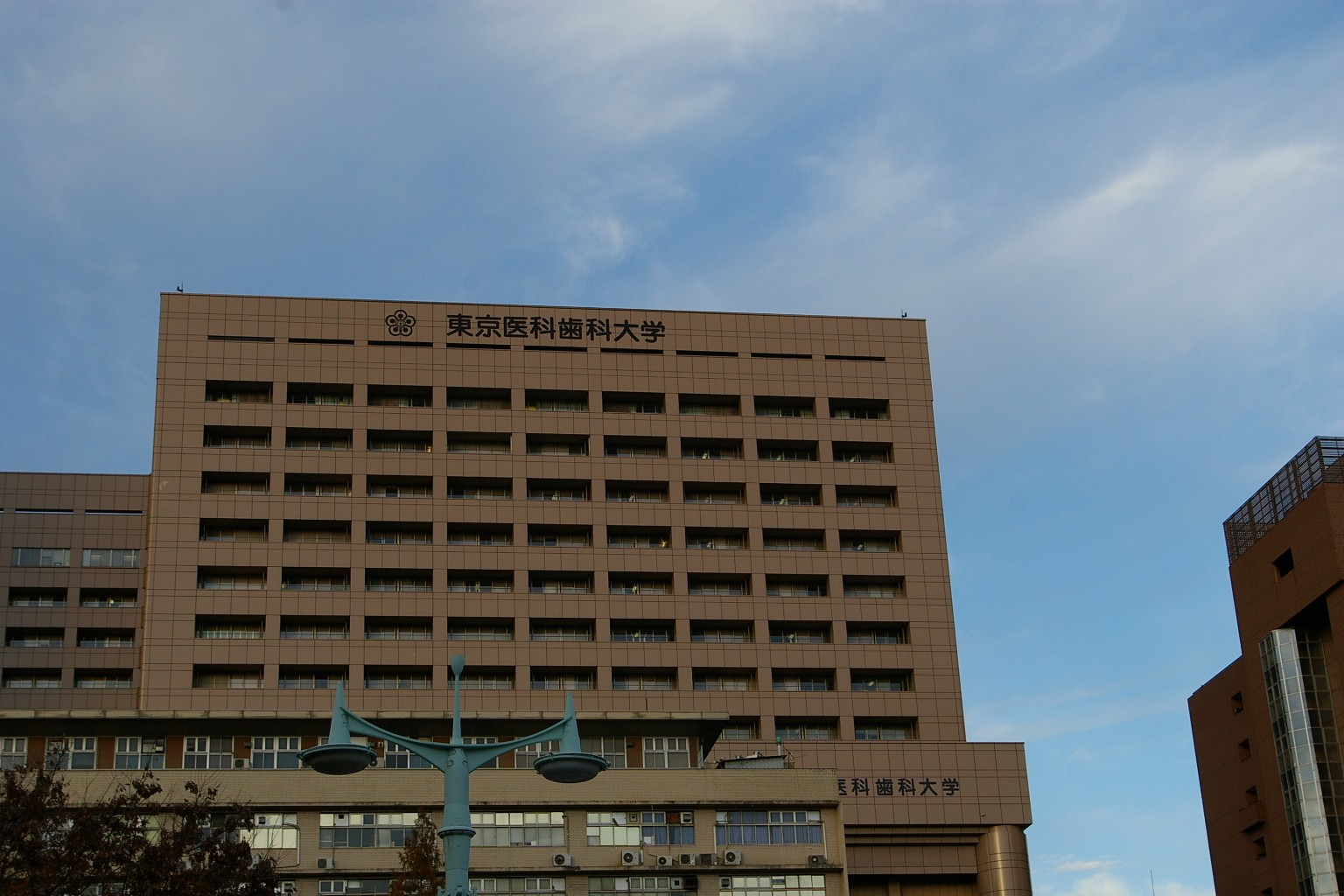
醫科新棟A
（臨床設施）

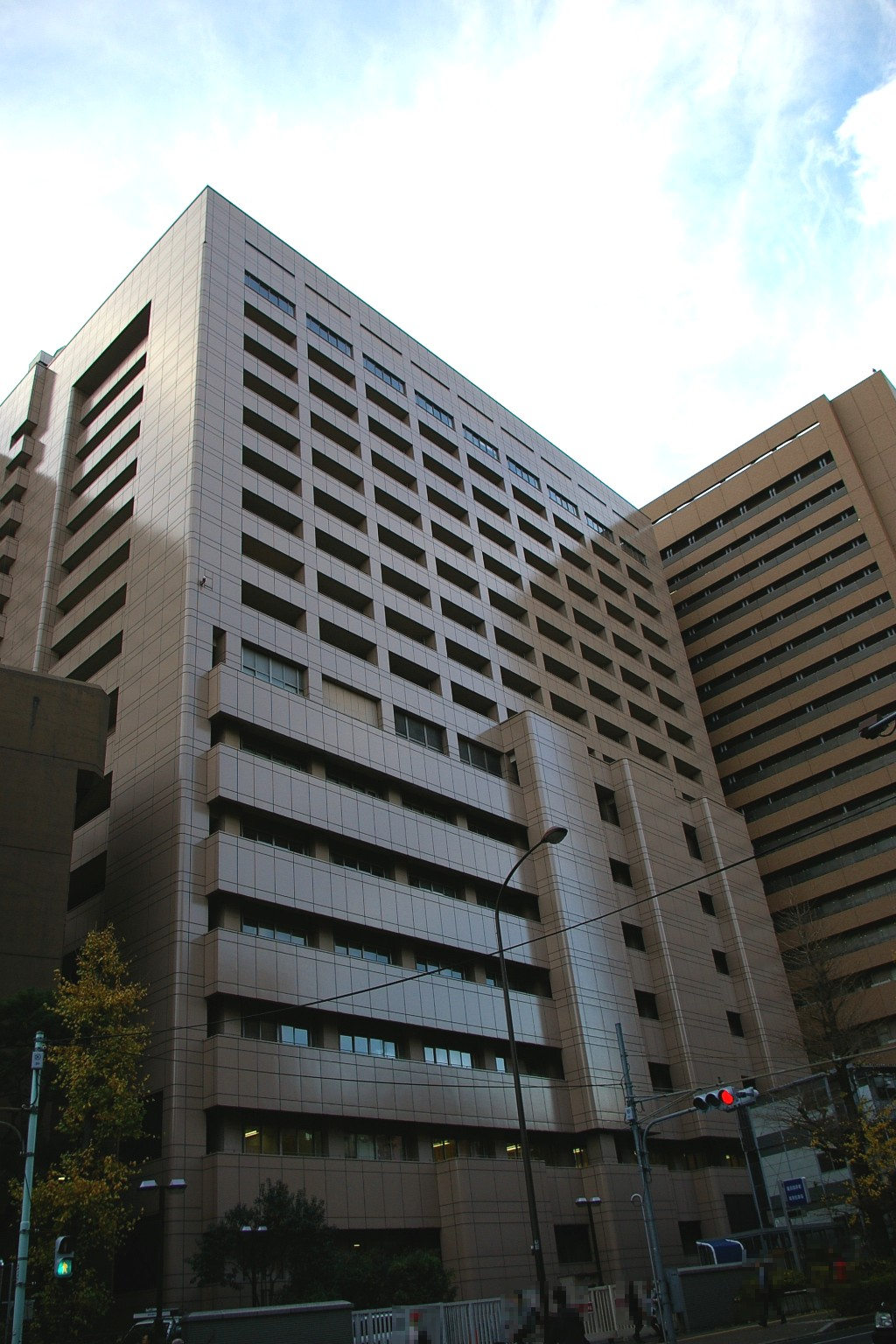
醫科新棟B

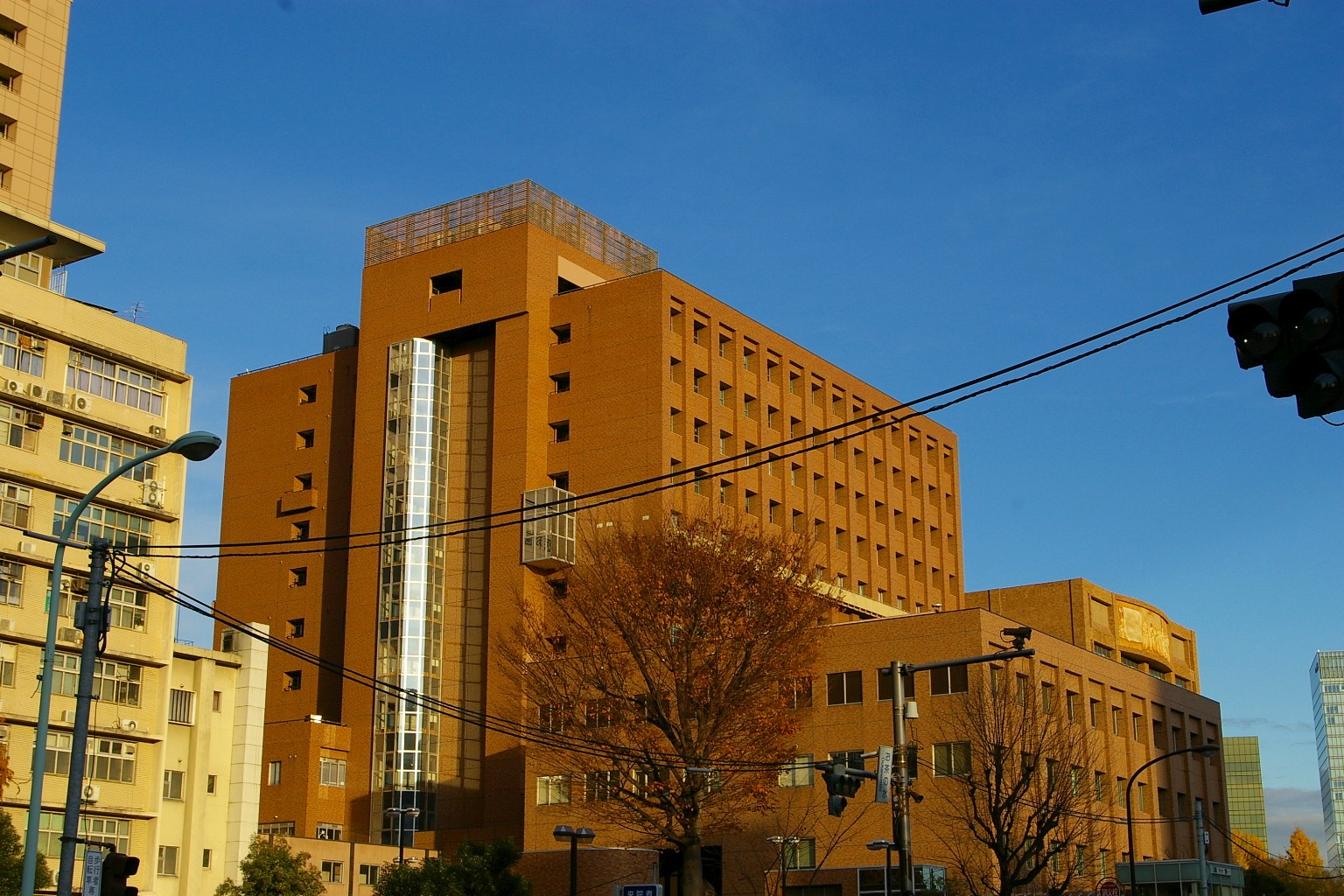
齒學棟

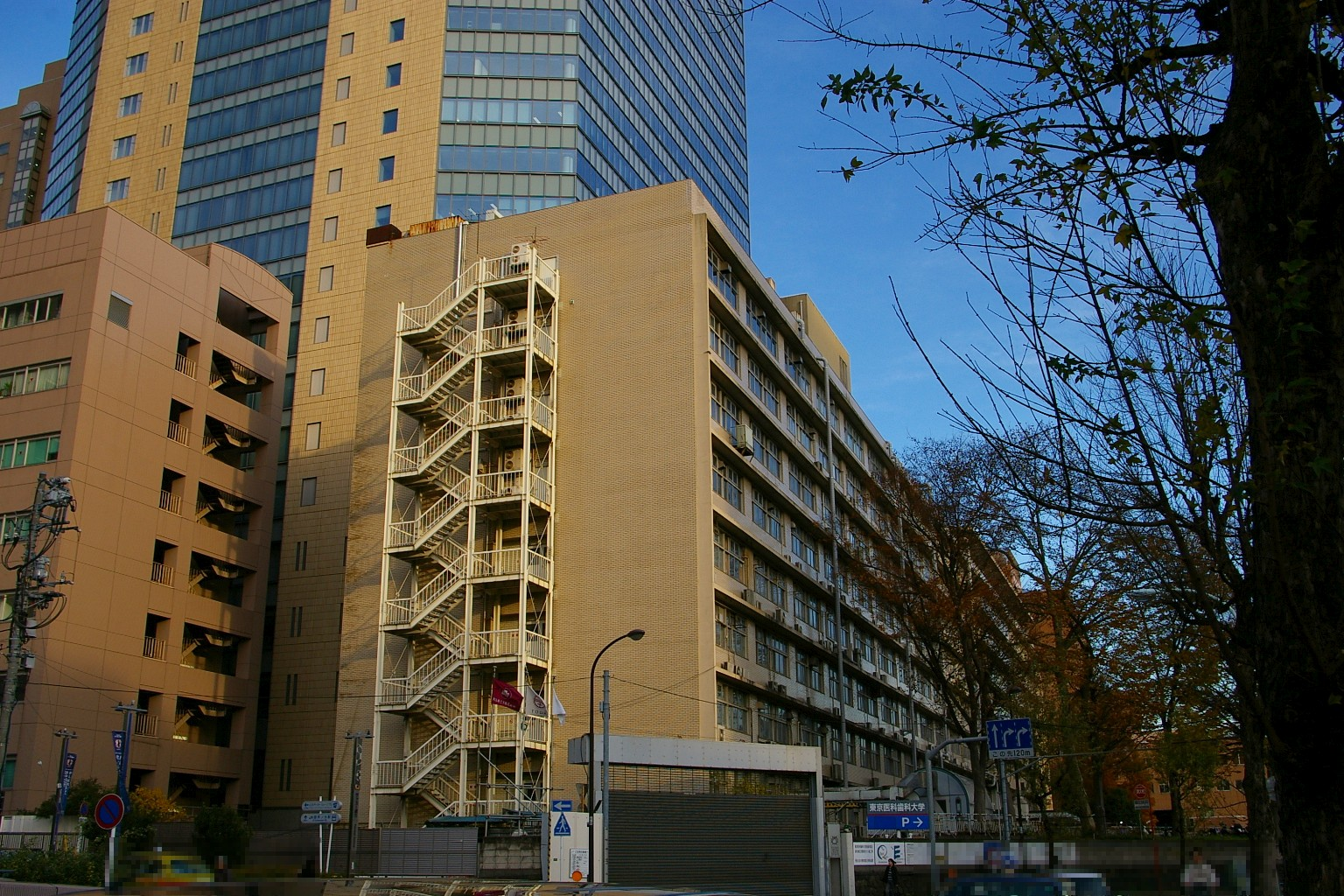
3號棟

- 放射線診斷科
- 放射線治療科

## 指定設施
（資料來源）
| 保險醫療機關                                         | 母体保護法指定医師配置醫療機關                   |
| 勞災保險指定醫療機關                                 | 特定機能醫院                                     |
| 指定自立支援醫療機關（更生醫療）                     | 災害據點醫院（地域）                             |
| 指定自立支援醫療機關（育成醫療）                     | 救命救急中心                                     |
| 指定自立支援醫療機關（精神通院醫療）                 | 臨床研修醫院                                     |
| 身體障害者福祉法指定醫師醫療機關                     | 特定行為研修指定研修機關                         |
| 精神保健及精神障害者福祉法指定醫院、應急入院指定醫院 | 癌症診療連攜據點醫院（地域癌症診療連攜據點醫院） |
| 精神保健指定醫師配置醫療機關                         | 癌症基因組醫療中核據點醫院等                     |
| 生活保護法指定醫療機關                               | 愛滋病治療據點醫院                               |
| 指定養育醫療機關                                     | 特定疾患治療研究事業委託醫療機關                 |
| 指定小兒慢性特定疾病醫療機關                         | DPC對象醫院                                      |
| 難病患者醫療法指定醫療機關                           | 地域周產期母子醫療中心                           |
| 戰傷病者特別援護法指定醫療機關                       | 都道府縣過敏疾患據點醫院（一般型）               |
| 原子彈被害者一般疾病醫療處理醫療機關                 | 難病患者醫療法指定醫師配置醫療機關               |
| 公害醫療機關                                         |                                                  |

- 救急告示病院（日语：救急告示病院）（二次救急）[11]、救命救急中心（日语：救命救急センター）（三次救急）[12]
- 公益財團法人日本醫療機能評價機構（日语：日本医療機能評価機構）認定醫院[13]

## 先進醫療
- 病毒引起難治性眼感染疾患的迅速診斷（PCR法）
- 細菌或真菌引起難治性眼感染疾患的迅速診（PCR法）
- 多項目快速病毒PCR法對病毒感染的早期診斷
- 術前S-1口服、順鉑靜脈投藥及賀癌平靜脈投藥併用療法－可切除且有高度淋巴轉移之胃癌（僅限HER2陽性。）
- 帝盟多用量強化療法－膠質母細胞瘤（僅限於初次發作初次治療後復發或惡化的患者 。）
- S-1口服給藥與紫杉醇靜脈和腹腔內給藥的併用療法－胰臟癌（無遠距轉移、腹膜轉移。）
- 術後阿斯匹林口服給藥－下直腸除外之大腸癌（僅限III期、從肉眼觀察及病理學可判斷完全切除之患者。）

## 交通方式
- 東京地下鐵丸之內線「御茶之水站」步行1分[14]
- JR中央線、JR總武線「御茶之水站」步行約5分[14]
- 東京地下鐵千代田線「新御茶之水站」步行約5分[14]
- 都營巴士東43系統「御茶之水站前」巴士站下車[14]
- 都營巴士茶51系統「御茶之水站前」巴士站下車[14]

## 外部連結
- 國立大學法人東京醫科齒科大學醫學部附屬醫院 （页面存档备份，存于）
- 國立大學法人東京醫科齒科大學 （页面存档备份，存于）